# Гомс (округ)
Ґомс (нім. Bezirk Goms) — переважно німецькомовний (Вальзерський діалект) округ у двомовному кантоні Валліс/Вале (Швейцарія).
У цьому окрузі у громаді Обергомс бере початок річка Рона, яка тут називається Роттен.

## Громади
У таблиці наведено список громад округу станом на 2022 рік, населення та площа станом на 2019 рік.

| Українська назва | Оригінальна назва | Код BFS | Населення | Площа |
| ---------------- | ----------------- | ------- | --------- | ----- |
| Белльвальд       | Bellwald          | 6052    | 375       | 14,0  |
| Бінн             | Binn              | 6054    | 134       | 65,1  |
| Гомс             | Goms              | 6077    | 1184      | 128,9 |
| Ернен            | Ernen             | 6056    | 492       | 35,4  |
| Лакс             | Lax               | 6061    | 315       | 5,4   |
| Обергомс         | Obergoms          | 6076    | 656       | 155,9 |
| Фіш              | Fiesch            | 6057    | 891       | 11,0  |
| Фішерталь        | Fieschertal       | 6058    | 320       | 172,9 |